# Die stolze Prinzessin
Die stolze Prinzessin (Originaltitel: Pyšná princezna) ist ein in schwarz-weiß gedrehter tschechoslowakischer Märchenfilm von Bořivoj Zeman aus dem Jahr 1952. Er basiert auf einer Geschichte von Božena Němcová.

## Handlung
Am Hofe des jungen, beliebten Königs Miroslav trifft eines Tages eine Abordnung vom Herrscher des mitternächtlichen Reiches ein, um ihm die Hand von dessen Tochter, der Prinzessin Tausendschön, anzutragen. Dabei erfährt er aber auch von deren Hochmut. Miroslav schickt wiederum eine Delegation und ein Porträtbild seiner selbst in das Nachbarland, die Königstochter ist jedoch nicht an ihm interessiert. Er reist daraufhin über die Grenze.
Das mitternächtliche Reich ist ein trostloses Land, in dem das Volk unter hohen Steuern und einem allgemeinen Gesangsverbot leidet. Der König ist von schlechten Ratgebern beeinflusst und hat über die Verhältnisse vor Ort kaum Kenntnis. Miroslav tauscht mit einem Schuster die Kleidung, um unerkannt zum Schloss zu gelangen. Unterwegs trifft er eine alte Frau, die sich als ehemalige Amme der Prinzessin zu erkennen gibt. Nach dem Ende ihres Dienstes entwickelte sich Tausendschön, deren Mutter früh starb, zur hochnäsigen jungen Frau. Der verkleidete König kommt am Hofe an und wird dort als Gärtner angenommen. Er tritt der Prinzessin aufrecht entgegen, was die Hochnäsige zunächst kränkt. Sie finden jedoch langsam zueinander und Miroslav züchtet ihr eine Blume, die in einer angenehmen Umgebung Musik erklingen lässt. Außerdem gibt er ihr Lauten- und Gesangsunterricht, was Tausendschön wieder an ihre Amme erinnert. Die Räte präsentieren derweil einen neuen Freier, den Prinzen des Landes der untergehenden Sonne, woraufhin die Prinzessin mit dem vermeintlichen Gärtner flieht. Sie verstecken sich zunächst bei der ehemaligen Kinderfrau, mit der Tausendschön die Kleidung tauscht. Als die Berater des Königs nach den Geflohenen fahnden, bringen sie somit versehentlich die alte Frau ins Schloss. Dort redet sie dem Monarchen ins Gewissen. Die Prinzessin und Miroslav tauchen nacheinander bei einem Bauern, einem Köhler und einem alten Müllerehepaar unter, wo sie sich stets nützlich machen. Alle Versuche der Räte und des Steuereinnehmers, die beiden zu fangen, scheitern. Als sie wieder beim Schuster anlangen, trifft eine Abordnung ein, um dem jungen Paar mitzuteilen, dass sie gefahrlos zurückkehren können. Dabei erfährt Tausendschön auch, wer ihr Begleiter wirklich ist, woraufhin sie beleidigt davon reitet. Er zieht wieder seine edlen Kleider an und folgt ihr. Beide versöhnen sich und die ehemaligen Räte des alten Königs kommen in Haft. Das mitternächtliche Reich wird nun zu einem lebenswerten Ort.

## Hintergrund und Veröffentlichungen
Teile der Produktion wurden auf Schloss Telč gedreht, wo später auch Szenen für Wie man Dornröschen wachküßt und Wie Honza beinahe König geworden wäre (beide 1977) entstanden. 2017 war vor Ort eine Sonderausstellung zu Die stolze Prinzessin zu sehen.
Der Film wurde am 26. September 1952 in der Tschechoslowakei uraufgeführt, die deutschsprachige Fassung lief am 25. Dezember 1952 an. Im deutschen Fernsehen war er erstmals am 22. August 1981 zu sehen, Icestorm Entertainment veröffentlichte ihn später auf DVD. Die synchronisierte Version ist im Verhältnis zum Original um etwa fünf Minuten gekürzt.
Darüber hinaus war Die stolze Prinzessin in diversen anderen europäischen Staaten, den USA und in Argentinien zu sehen.

## Synchronisation
Für die Synchronisation zeichnete das entsprechende DEFA-Studio unter der Regie von Inge Müller verantwortlich. Selbige schrieb auch zusammen mit Irene Jeney die Dialogübersetzungen. Der Schnitt wurde von Editz Weiler und der Ton von Kurt Witte und Herbert Henke besorgt. 
| Darsteller        | Rolle                               | deutscher Sprecher   |
| ----------------- | ----------------------------------- | -------------------- |
| Alena Vránová     | Prinzessin Tausendschön             | Ingeborg Schäfer     |
| Vladimír Ráž      | König Miroslav                      | Uwe Kreyssig         |
| Stanislav Neumann | König des mitternächtlichen Reiches | Kurt Mikulski        |
| Mária Sýkorová    | Amme                                | Bella Waldritter     |
| Miloš Kopecký     | Kanzler                             | Wolf Kaiser          |
| Oldřich Dědek     | Zeremonienmeister                   | Albert Venohr        |
| Karel Effa        | Schatzmeister                       | Walter Killmann      |
| Gustav Heverle    | Vitek                               | Heinz Palm           |
| Josef Hlinomaz    | Steuereinnehmer                     | Paul R. Henker       |
| Bohuslav Čáp      | Schuster                            | Arthur W. Neubert    |
| Bohuslav Čáp      | Bauer                               | Hermann Mayer-Falkow |
| František Hanus   | Köhler                              | Hermann Götze        |
| František Kovářík | Müller                              | Eduard Bornträger    |

## Rezeption und Kritik
Die Anzahl der Kinobesucher liegt allein im Produktionsland bei 8,2 Millionen, was einen nationalen Rekord darstellt. Die Nutzer der Internetseite kinobox.cz wählten Die stolze Prinzessin 2017 in der Liste der beliebtesten tschechischen Märchenfilme auf Platz 7. Er wird in der Tschechischen Republik traditionell an Weihnachten gezeigt.
Das Lexikon des internationalen Films bezeichnete das Werk als „sympathische[r]n Kinderfilm“.